# Fantomas contro Scotland Yard
Fantomas contro Scotland Yard (Fantomas contre Scotland Yard) è un film del 1967 diretto da André Hunebelle.
Si tratta dell'ultimo capitolo della trilogia che il regista francese dedicò al personaggio di Fantômas. I precedenti capitoli sono Fantomas 70 (Fantomas, 1964) e Fantomas minaccia il mondo (Fantomas se déchaîne, 1965).
L'attore Jean Marais, nel ruolo del protagonista, fu doppiato da Raymond Pellegrin.

## Trama
Stanco della vita da supercriminale, Fantômas decide di mettere a segno l'ultimo colpo della sua vita estorcendo una tassa sulla vita a tutti gli uomini più ricchi del Mondo, criminali compresi. Lord MacRashley, un miliardario baronetto scozzese, convoca il commissario Juve al suo castello affinché lo protegga, insieme ad un ufficiale inglese, da Fantomas  il quale nel frattempo crea una maschera simile a quella del nobile, per poi ucciderlo ed impersonarlo onde rubare i suoi preziosi diamanti custoditi nella residenza. Scoperto durante una battuta di caccia da Hélèn e Fandor, Fantomas si rifugia nella fortezza, protetto dai suoi scagnozzi e da Juve tuttora ignaro del travestimento. Infiltratasi dentro, Hélèn si traveste da moglie di Lord MacRashley e, insieme a Fandor, blocca Fantomas prima che questi si impossessi dei diamanti. Il criminale allerta il commissario Juve che blocca a sua volta i due fidanzati, credendo, senza  riconoscerli, che volessero uccidere il Lord. Fantomas ne approfitta per fuggire in un camino da dove parte un razzo con cui tutti credono che stia fuggendo. L'ufficiale inglese contatta la RAF, l'aviazione militare britannica, che abbatte il razzo distruggendolo agli occhi degli esultanti Hélèn, Fandor e commissario Juve. Fantomas invece è fuggito in bicicletta con lo scrigno dei diamanti".

## Produzione
In questo ultimo capitolo della trilogia, Jean Marais a 54 anni comincia ad avere difficoltà nelle sue acrobazie da stuntman. Claude Carliez, il coordinatore di stuntmen, controfigure e combattimenti del film, riporta: "C'era una torre di 15 metri da salire e gli dico: - Senti, Jean, se non ce la fai più a salire, fermati! Ma lui ha continuato e proseguito oltre i suoi 15 metri. Jean poteva fare cose meravigliose."
Michel Thomass, che interpreta la parte del maharaja, è di origini russe e parla quindi la sua lingua madre e non l'indiano.

### Riprese
Solo le scene generiche sono state girate in Scozia, vicino a Glasgow. A differenza del film precedente, Fantomas minaccia il mondo, che aveva permesso a tutta la troupe di visitare Roma, nessun attore ha lasciato il territorio francese e gli esterni hanno avuto luogo in una Scozia fittizia, cioè:
- Il castello scozzese del personaggio di Lord Mac Rashley, è in realtà il castello di Roquetaillade situato a Mazères (Gironda). Gli interni del castello sono stati ricostruiti negli studi di Boulogne-Billancourt. Anche altri film hanno approfittato di questa grande fortificazione (restaurata da Eugène Viollet-le-Duc), tra cui Il patto dei lupi (2001).
- Le scene di caccia con i segugi nella brughiera sono state girate nella foresta di Fontainebleau (Senna e Marna).[2]

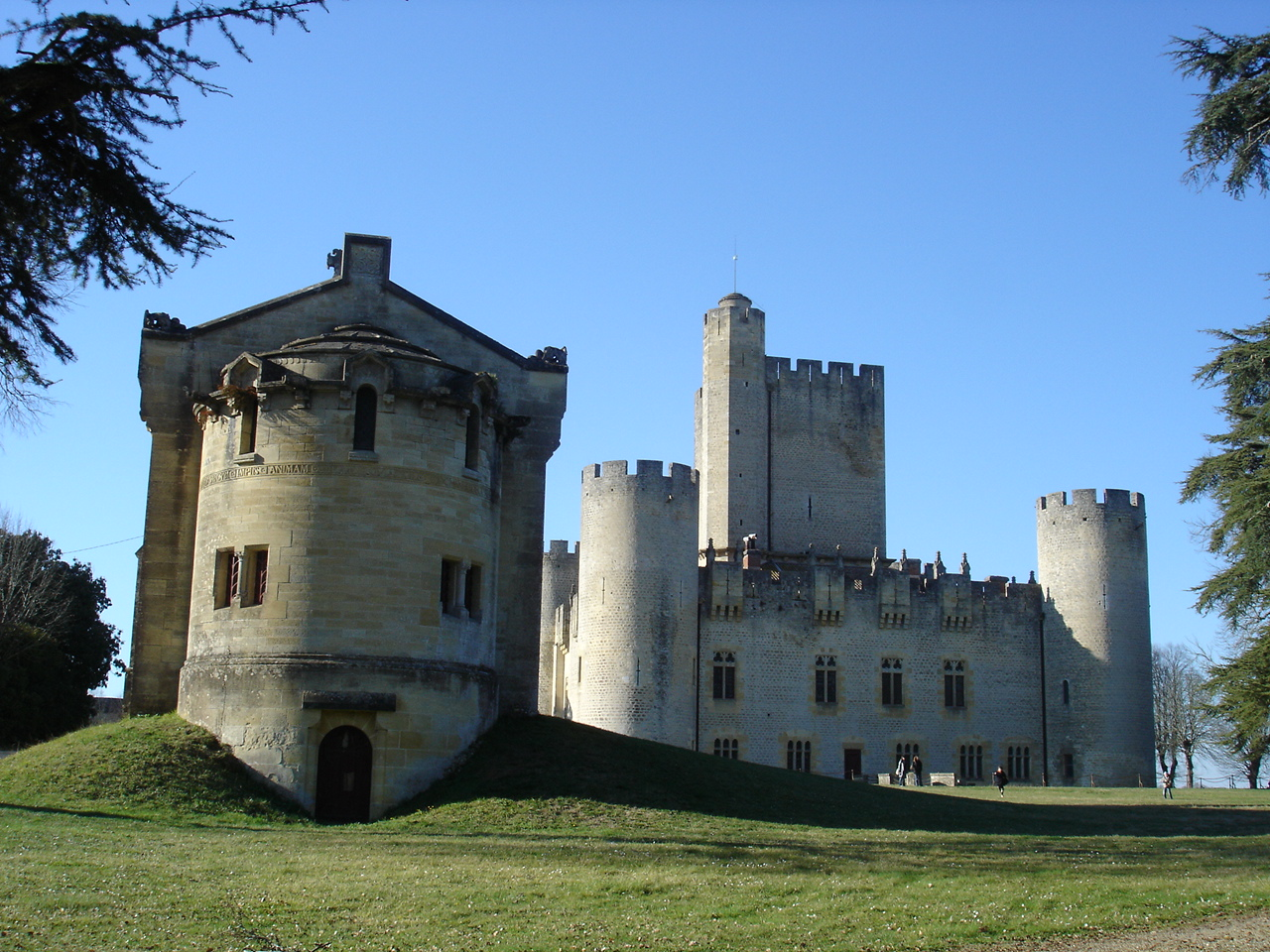
Il Castello di Roquetaillade, dove sono stati girati alcuni esterni del film.

## Accoglienza

### Critica

Jean Marais, Louis de Funès e Mylène Demongeot in una scena del film

Il terzo capitolo della serie di Fantômas uscita negli anni 1960, vede Louis de Funès e Jean Marais uniti per l'ultima volta nella miscela ormai familiare della commedia/avventura farsesca. "Sebbene marginalmente migliore rispetto ai precedenti due film in una serie di settori (in particolare la trama e la regia), c'è poco in termini di nuovi materiali e la formula kitsch tipo fumetto diventa un po' stanca e trita."
I protagonisti sono comunque in ottima forma, con de Funès all'apice dei suoi poteri di grande attore comico e Marais che non perde opportunità per dimostrare le sue capacità d'azione acrobatica. Tuttavia, ancora una volta le abili prestazioni di Marais quale sinistro supercriminale dalla pelle verde, sono oscurate dagli eccessi comici di de Funès, che ruba la scena quasi totalmente.

### Discografia
- Michel Magne, Fantômas / Fantômas se déchaîne / Fantômas contre Scotland Yard.